# کمسومول (ناصرخسرو)
کمسومول جماعت و شهرکی در جنوب غربی کشور تاجیکستان است که در ناحیهٔ ناصرخسرو ولایت ختلان قرار دارد. جمعیت این جماعت ۱۵۳۴۲ است.